# Chiesa di San Pietro (Albese con Cassano)
De Chiesa di San Petro of (Sint-Petruskerk) is een katholieke kerk in de gemeente Albese con Cassano, in de provincie Como en aartsbisdom Milaan.

## Beschrijving
De San Pietro kerk is een kleine romaanse zaalkerk op een rechthoekige plattegrond met een eenvoudig portaal op de voorgevel met daarboven een halfrond lunetvenster. Het oudste gedeelte van de kerk dateert uit de 11e eeuw en werd gebouwd op de plaats van een enkele eeuwen oudere gebedsplaats. Het onderste gedeelte van de scheef verzakte klokkentoren dateert van rond het jaar 1000 en zou gebouwd zijn ter vervanging van een verdedigingstoren uit de 5e of 6e eeuw. De romaanse klokkentoren met dubbele bifora-glasramen over twee verdiepingen is uit de de 12e eeuw. De kerk werd herbouwd in de 15e eeuw en aangepast in de 16e en 17 eeuw.
Binnen in de kerk bevinden zich enkele fresco's van Giovanni Giacomo De Magistris, geschilderd in 1506 en voorstellende de Madonna in gezelschap van de heiligen Rocco en Sebastiaan. Deze fresco's maken deel uit van een grotere cyclus van soortgelijke 16e-eeuwse schilderijen die in de kerk bewaard zijn gebleven.